# Leonard Blomme
Leonard Blomme (° Antwerpen, 2 mei 1840, † aldaar, 23 juli 1918) was een Belgische architect. Hij was de ontwerper van verscheidene bouwwerken met monumentaal karakter.

## Functies
Leonard Blomme was leerling van Joseph Schadde: toenmalige provinciaal architect van de provincie Antwerpen. Hij volgde deze op in 1869 en bleef die functie een dertigtal jaren bekleden.
Blomme was in de provinciehoofdplaats tevens docent aan de Koninklijke Academie voor Schone Kunsten. Hij gaf onder meer les aan Jos Bascourt, Jos Smolderen, Triphon De Smet en Paul Cauchie.
Daarenboven was hij ondervoorzitter van de Koninklijke Commissie voor Monumenten en Landschappen.

## Stijl
De door Leonard Blomme ontworpen gebouwen waren meestal overdadig versierd en bijna steeds gelegen in de Antwerpse agglomeratie of in de zuidwestelijke helft van de provincie Antwerpen. Als ontwerper beheerste hij diverse stijlen, volgens de tijdsgeest, de plaatselijke omgeving of de wensen van zijn klanten. Hij helde bij voorkeur over naar de neogotiek en de neorenaissance. Algemeen mag gesteld worden dat hij de neogotiek aanwendde voor de religieuze architectuur, de Vlaamse neorenaissance voor de burgerlijke openbare bouwkunde en de Anglo-Normandische stijl voor de private woningen. De gebruikte materialen waren bij voorkeur baksteen, gecombineerd met witte zandsteen en blauwe hardsteen. Zijn functie als provinciaal architect stelde hem in staat een groot aantal openbare werken te realiseren:
- scholen (vaak met ambtswoning voor leraren),
- gemeentehuizen,
- openbare fonteinen,
- kerken (dikwijls met pastorie),
- weeshuizen, enzovoort.

Bij herhaling werkte zijn jongere broer Henri Blomme mee aan de ontwikkeling van de opdrachten.

## Eerbetoon
Omwille van zijn verdiensten werd Blomme gelauwerd met de volgende titels:
- Commandeur in de Kroonorde,
- Officier in de Leopoldsorde.

## Werken
De meest bekende werken zijn:
- het gemeentehuis van Borgerhout
- de Sint-Willibrorduskerk te Antwerpen.

Beide gebouwen werden ontworpen in samenwerking met zijn broer Henri.

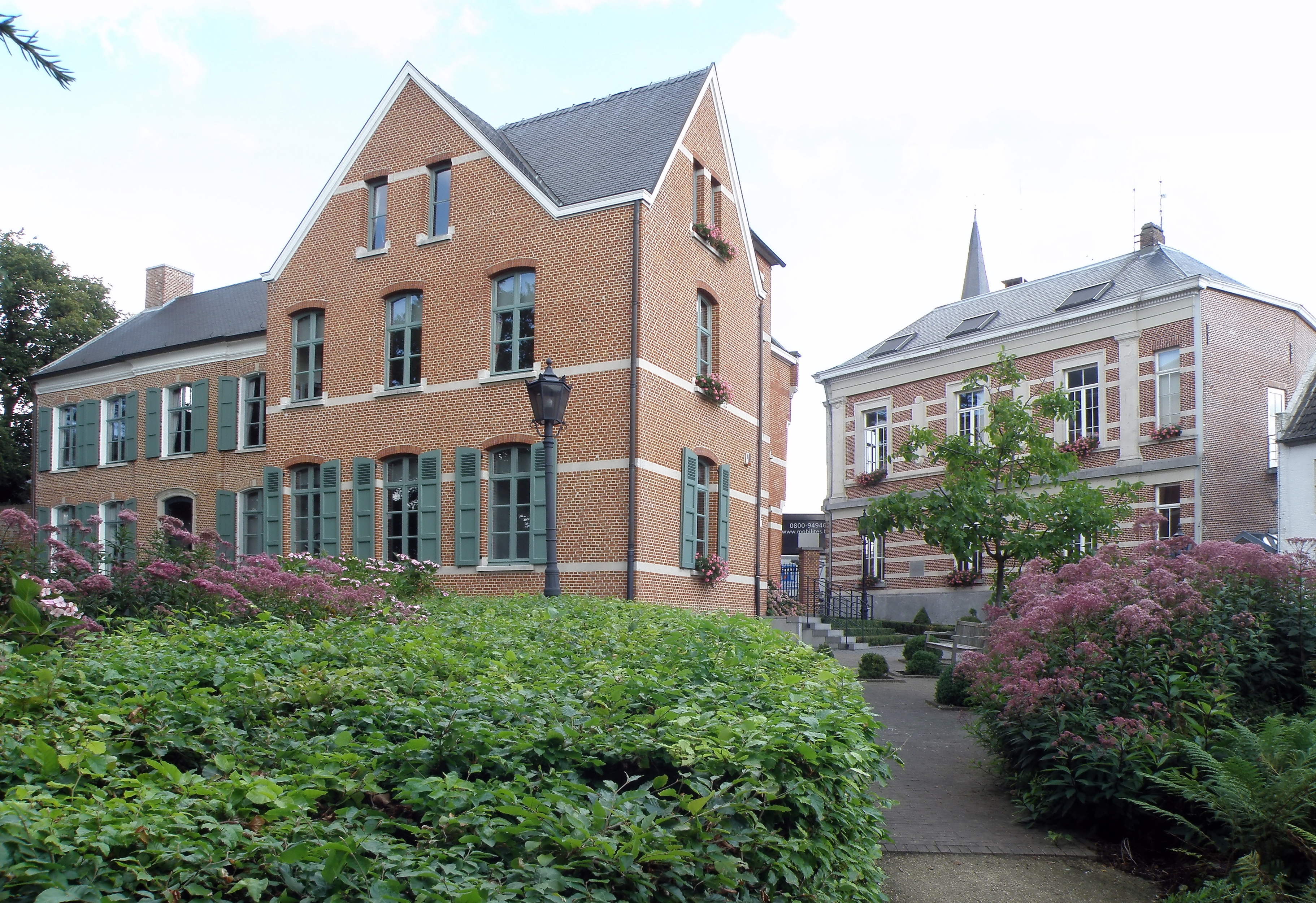
Heist-op-den-Berg.
Links: voormalige pastorij, gerestaureerd door Blomme. Rechts: Vredegerecht (1867).

### Vredegerecht van Heist-op-den-Berg
Dit neoclassicistisch gebouw, gelegen aan het Kerkplein (zogenaamde Grote Markt) te Heist-op-den-Berg, was in 1867 de eerste grote verwezenlijking van de indertijd 27-jarige architect.
Alhoewel dit gebouw tamelijk bescheiden afmetingen heeft (slechts één verdieping en een voorgevel die één travee omvat) imponeert het door zijn hoekpilasters op de eerste verdieping, het stenen lijstwerk en het fronton versierd met een gebeeldhouwde balans als symbool van gerechtigheid. Het gebouw is thans geïntegreerd in het belendende stadhuis.

### Scholen
In de jaren 1870 werd aan Leonard Blomme – in zijn functie van provinciaal bouwmeester – de bouw van een reeks scholen voor Lager Onderwijs toevertrouwd, in een aantal dorpen en kleine steden. Deze werden over het algemeen uitgerust met een ambtswoning voor de leraar. Meer dan twaalf dergelijke bakstenen gebouwen werden opgetrokken, alle minder of meer op elkaar gelijkend, en doorgaans in het begin slechts uitgerust met een gelijkvloerse verdieping. Deze sobere constructies onder zadeldak werden aan de voorgevel voorzien van goten. Het interieur was meestal ingedeeld in vier tot vijf traveeën, die hoogst uitzonderlijk ondersteund werden door pilasters (Walem, 1873), of door een omkaderd centraal punt rustend op pilasters (Itegem, 1871).

### Stad- & gemeentehuizen

#### Districtshuis van Borgerhout
Het districtshuis van Borgerhout (oorspronkelijk: gemeentehuis van de destijds zelfstandige gemeente Borgerhout) is – samen met de Sint-Willibrorduskerk te Antwerpen – zonder enige twijfel het meesterwerk van architect Leonard Blomme. In 1886 werd dit project aan de gebroeders Blomme toevertrouwd, ter vervanging van het zogenaamde "Reuzenhuis" dat dezelfde functie had en inmiddels beschouwd werd als te krap en te oud.

##### Exterieur
Blomme ontwierp dit indrukwekkend rechthoekig gebouw in Vlaamse neorenaissancestijl, met zeven traveeën op vijf en twee niveaus. Het heeft een hoge kelderverdieping als onderbouw en is overdekt met zadeldaken die haaks ten overstaan van elkaar geplaatst werden.
De opmaak is van baksteen, met gebruik van natuursteen voor de versieringen (sierbanden, sierlijsten, omkaderingen van de inhammen, erker, enzovoort).
De noordelijke voorgevel, uitgerust met een dakgoot en zeven traveeën, is rijkelijk versierd. Men ziet er aan beide uiteinden hoektorentjes met ertussen een balustrade voor een dakverdieping met verlaagd plafond. Erboven aanschouwt men een koppel tweeledige dakkapellen verfraaid met vinnen en met een fronton.

##### Interieur
Binnen wekken een majestueuze trappenhal met eiken leuning verwondering op, net zoals galerijen met halfronde of verlaagde steunbogen, rustend op zuilen van zwart of bruin marmer.
De deurstijlen in renaissancestijl zijn eveneens gemaakt in zwart marmer terwijl de kamers aangekleed werden met lambrisering en parket. De plafonds zijn bekleed met eikenhout en de monumentale schoorstenen met marmer en hout.

#### Gemeentehuizen
Van de decennia 1870 en 1880 dateren een reeks stad- en gemeentehuizen:
- Het voormalige gemeentehuis van Lippelo (thans: Gemeentelijke Bibliotheek) (Lippelodorp 33) is het oudste en het werd gebouwd in Vlaamse neorenaissancestijl. Blomme tekende de plans in 1875.

De voorgevel met twee dakgoten bestaat uit drie traveeën en twee niveaus met banden (zogenaamde "speklagen") (dit wil zeggen: horizontale stroken steen afgewisseld met stroken van een andere steensoort, typisch voor de Vlaamse neorenaissance). De lichtinval wordt verzekerd door boogramen. De middelste travee spring licht vooruit ten opzichte van de twee andere en heeft:
- - een vast waaiervenster boven de deur
  - een balkon op de eerste verdieping
  - een trapgeveltje met drie pinakels dat uitsteekt boven de andere traveeën.
- Het gemeentehuis van Berlaar werd in de periode van 1880 tot 1882 eveneens in Vlaamse neorenaissancestijl gebouwd. Het wordt gekenmerkt door een voorgevel met dakgoten op twee niveaus, traveeën met een Brugs uitzicht, stenen sierlijsten, een vooruitspringende travee met erin een zwaaideur onder een boog, een balkon op de eerste verdieping met een balustrade, en hogerop een dakraam waarboven zich een fronton bevindt.
- Het gemeentehuis van Leest, gebouwd in 1882, is thans postkantoor en Gemeentelijke Bibliotheek. Dit gebouw met zes traveeën bestond oorspronkelijk uit twee delen: het gemeentehuis enerzijds, en anderzijds een woning ten behoeve van belanghebbend personeel. De bakstenen gevel met dakgoot is ontworpen in neorenaissancestijl, met een onderbouw in een natuurlijke grijze steensoort, vensterbanken, een dorpel boven de inkomdeur, sierlijsten en steunbogen boven de ramen. Onder het balkon treft men een banderol aan, met erop de inscriptie "Gemeentehuis". Op het hoogste niveau, onder het puntgeveltje dat de middelste travee afsluit, leest men in Romeinse cijfers het bouwjaar: "MDCCCLXXXII".

Het gebouw aan de linkerkant is het oorspronkelijke gemeentehuis: breder en meer rijkelijk versierd dan de dienstwoning aan de rechterkant.
- Het gemeentehuis van Koningshooikt in Vlaamse neorenaissancestijl, waarvoor de plans getekend werden in 1884, bestaat uit een hoofdgebouw met drie traveeën, twee niveaus, dakgoten, en bovendien twee belendende kleine dienstgebouwen, elk gevormd door een travee, zonder verdiepingen. Het pand is opgetrokken in baksteen en de onderbouw is verfraaid met een plint in blauwe hardsteen. De gevel is versierd met horizontale banden en kroonlijsten, terwijl het uitzicht van de middelste travee verbeterd wordt door de aanwezigheid van een balkon waarachter zich de raadzaal bevindt, een dakvenster en een puntgeveltje in de vorm van een stolp.

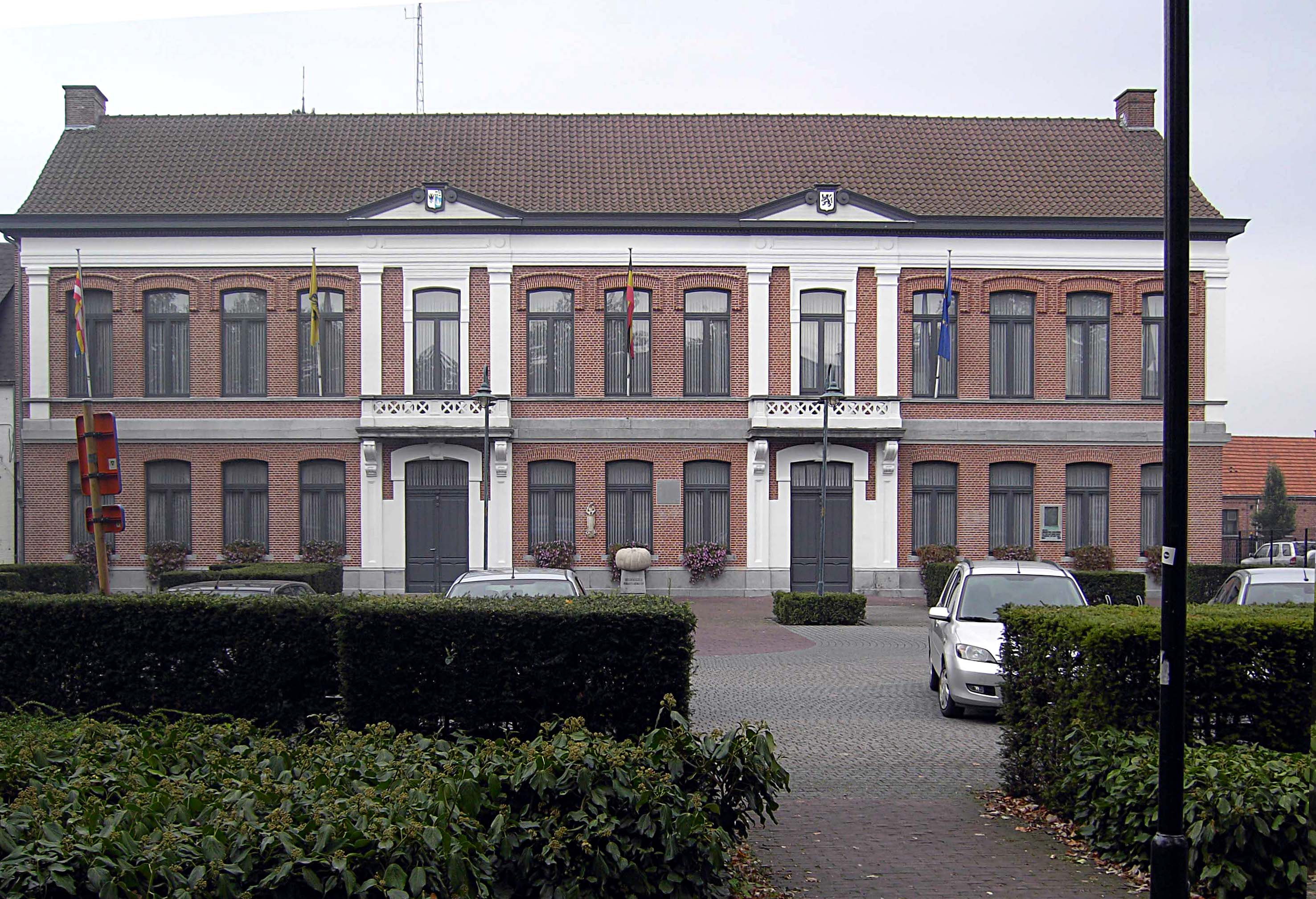
Kasterlee. Gemeentehuis (1874).

- Het huidige gemeentehuis van Kasterlee bestaat thans uit dertien traveeën, nadat er in 1995 aan de linkerkant vijf waren toegevoegd. Het werk van Leonard Blomme telde er slechts acht. De vijf nieuwe zijn identiek aan de oorspronkelijke rechts, hetgeen aan de constructie een symmetrisch uitzicht geeft. Het gebouw zoals het in 1874 door Blomme ontwikkeld werd, was het resultaat van een uitbreiding van een onderwijzerswoning en de toevoeging van een nieuwe gevel. Het geheel zoals aanwezig op de Markt te Kasterlee vertoont thans een stenen gevel met dakgoot, met gebruik van arduin, zowel voor de plint als voor de uitsprong die de twee bouwlagen scheidt.

De twee ingangstraveeën springen lichtjes uit de gevel en zijn omkaderd door bepleisterde pilasters: uitgehold op de gelijkvloerse – en volledig gevuld op de eerste verdieping. Ze dragen een balkon bij middel van consoles en eindigen aan de top van de gevel, in een driehoekig fronton: in het linkse is het blazoen van de gemeente verwerkt en in het rechtse, de Belgische Leeuw. De inhammen van de vensters hebben een lichte boog: deze van de eerste verdieping zijn versierd met een kroonlijst.
Sedert de uitbreiding van 1995 doet het gebouw ook dienst als politiecommissariaat.

### Kerken

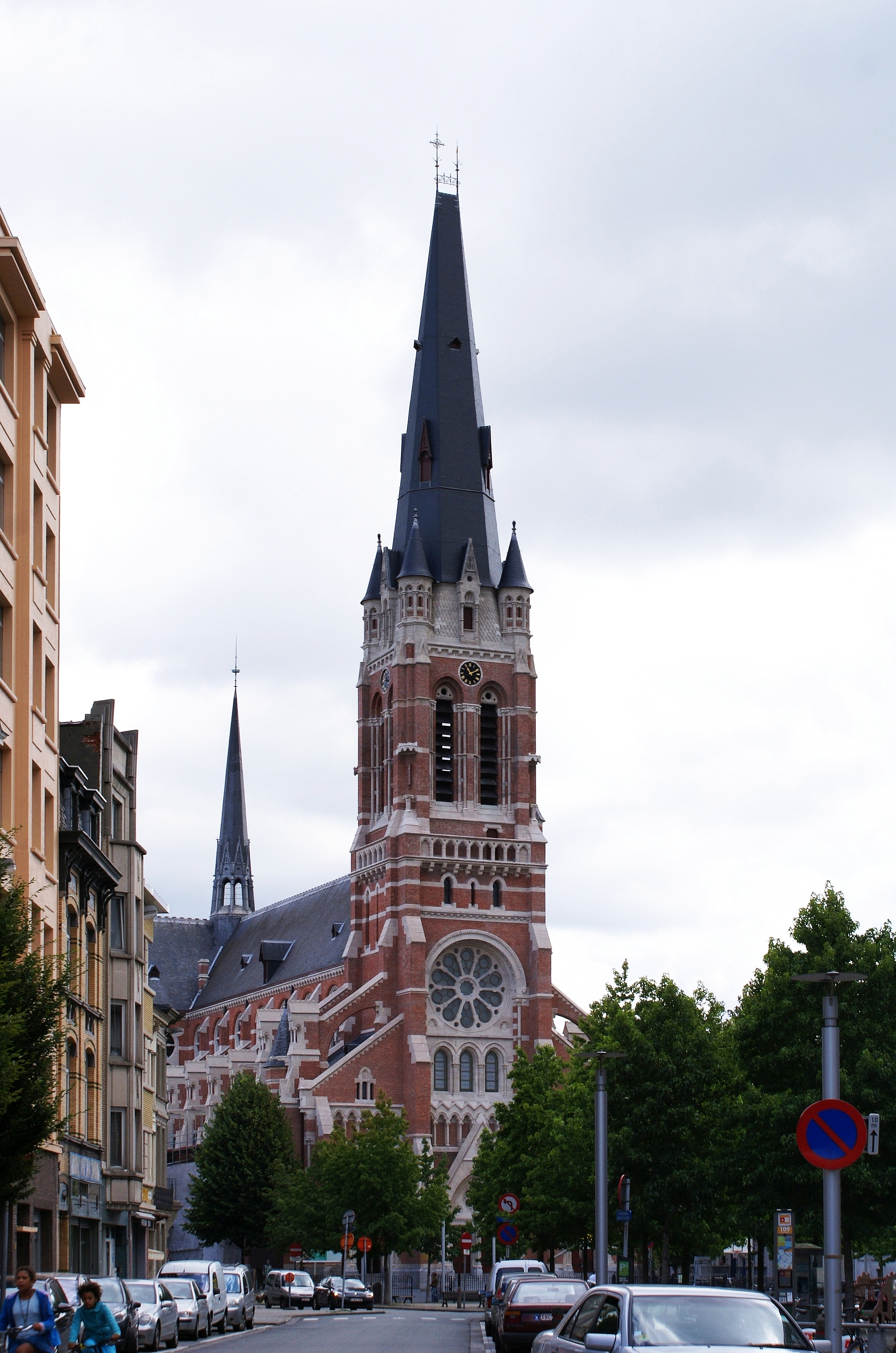
Sint-Willibrorduskerk te Antwerpen (Seefhoek) (1891).

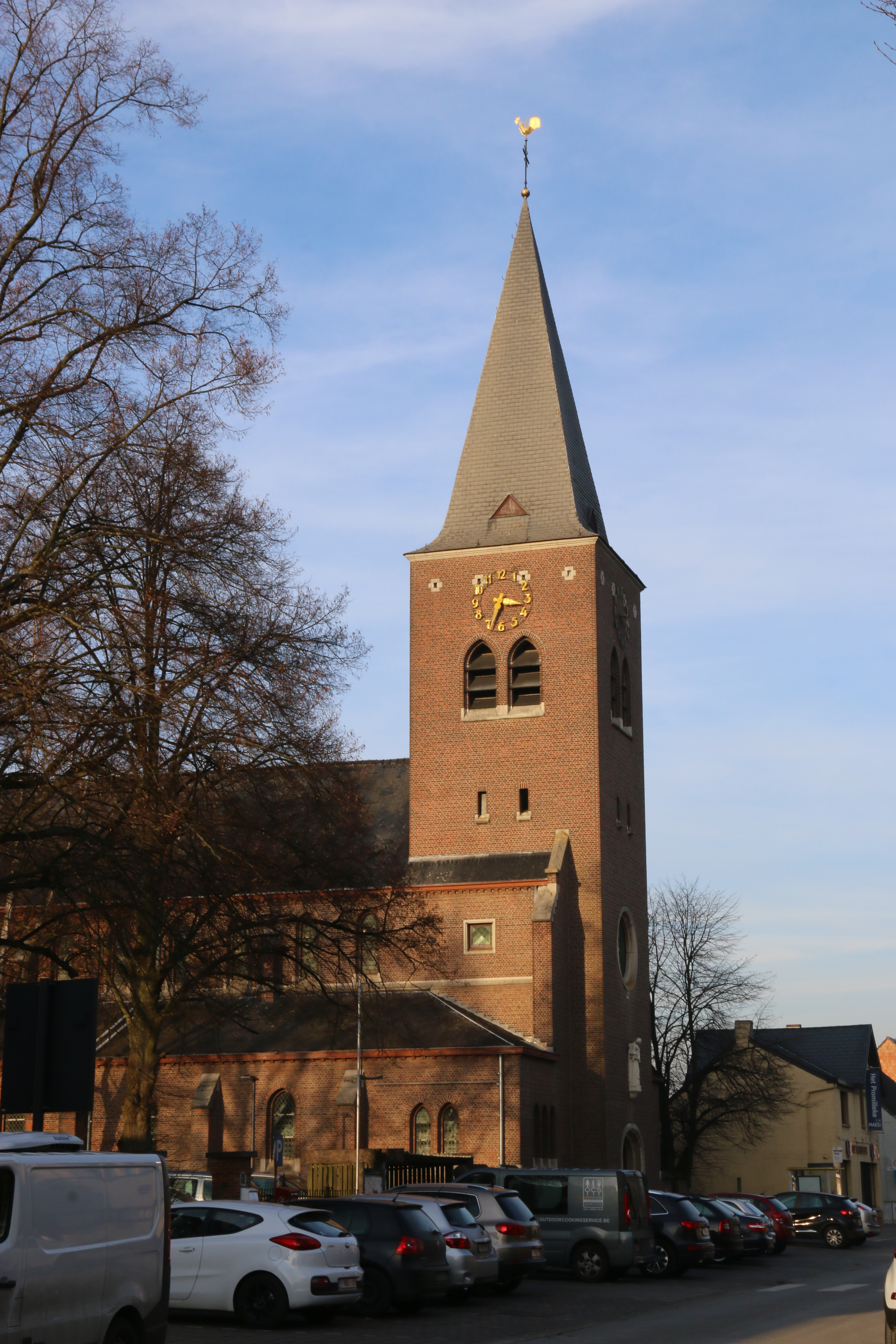
Pijpelheide. Onze-Lieve-Vrouw en Sint-Jozefkerk.

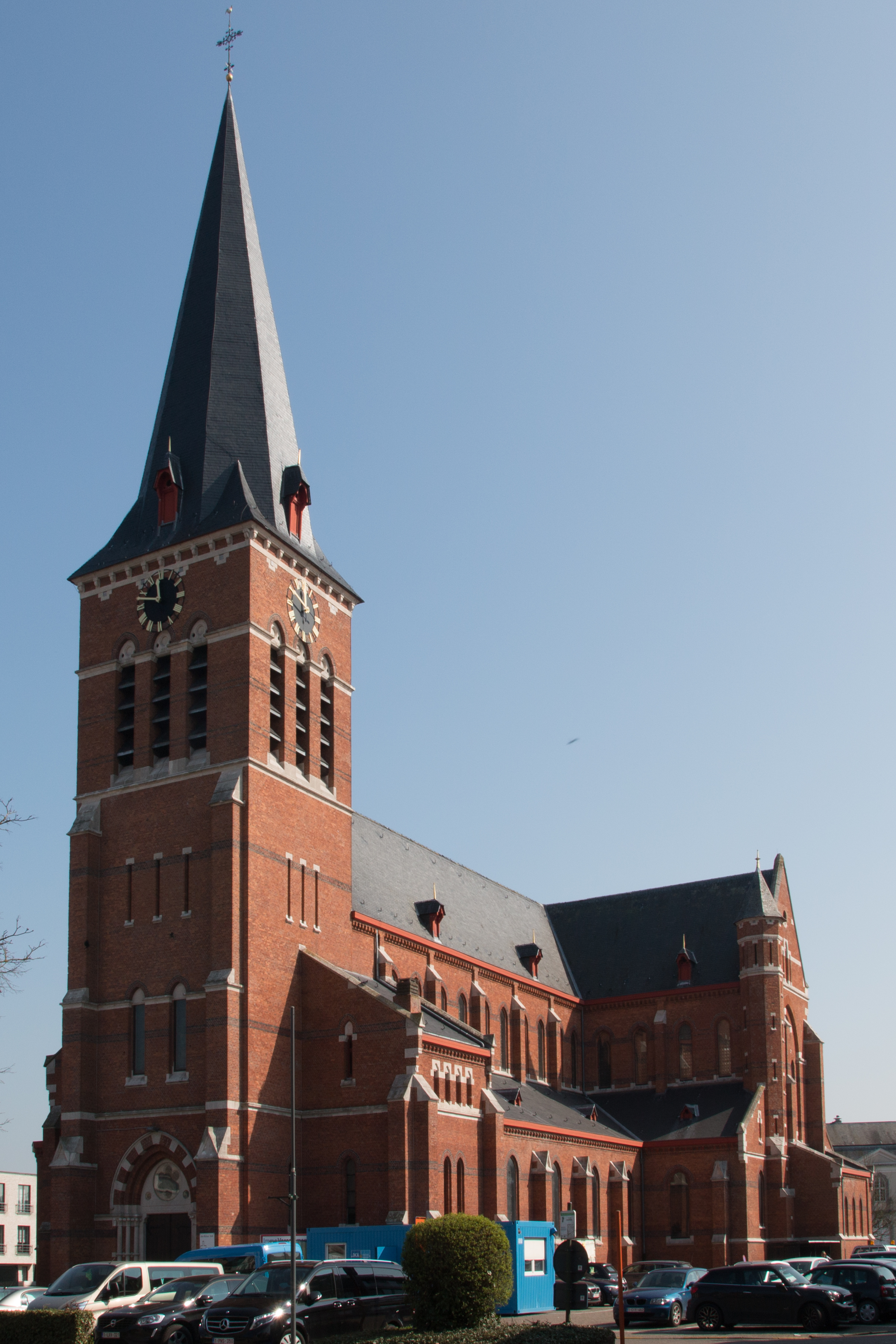
Putte. Sint-Niklaaskerk.

#### Sint-Willibrorduskerk te Antwerpen
Na een openbare aanbesteding in 1885 kreeg Leonard Blomme de bouw toegewezen van de monumentale Sint-Willibrorduskerk te Antwerpen. Deze ligt in de Kerkstraat, ietwat ingesloten tussen de wijken Seefhoek, Stuivenberg en Borgerhout. Ze vervangt een oud bedehuis uit 1614, dat in de 17e eeuw vergrotingswerken had ondergaan doch in 1893 – na de voltooiing van de huidige kerk – gesloopt werd.
Het interieur van het gebouw bestaat uit een middenbeuk met zes gekruiste overwelvingen (bepleisterd en geschilderd), twee zijbeuken met overspanningen opgebouwd in baksteen, en een drieledige kruisbeuk met twee traveeën elk. Voorts ziet men een triforium alsmede een koor met twee traveeën, een koorsluiting omringd door een ommegang en verscheidene kapellen.
Het meubilair dateert van omstreeks 1900 en bestaat onder meer uit een aantal neogotische glasramen, altaren, retabels, orgels ...
Op de straat imponeert de 81 meter hoge klokkentoren met vijf niveaus en een veelhoekige spits.
Opgetrokken in rode baksteen, met gebruik van natuursteen voor de versieringen, is het gebouw uitgerust met alle nodige gotische decoratieve elementen, te weten: inhammen in spitsboogvorm, beren, puntgevels, pinakels, siertorentjes, waterspuwers, roosvensters, enzovoort.
De aan de kerk verbonden pastorij in Vlaamse neorenaissancestijl met vijf traveeën en met bovenbouw, bestaat uit baksteen met gebruik van natuursteen voor de omkadering der inhammen, de verticale raamstijlen en de sierbanden.

#### Dorpskerken
Ten behoeve van de plattelandparochies in het zuiden en het westen van de provincie Antwerpen, ontwierp en verwezenlijkte (of herwerkte) Blomme meer dan een dozijn kerken.
- De Sint-Pieterskerk van Berlaar, opgetrokken tussen 1874 en 1880, was als eerste, volledig en uitsluitend door hem uitgekiend. Het betreft een driebeukige kruisbasiliek in neoromaanse stijl, getekend om een oudere kerk uit 1230 te vervangen. Van deze laatste bleef de klokkentoren behouden en Blomme betrachtte een nieuw bedehuis te creëren in harmonie met de vorige kerk.

In weerwil van zijn betrachtingen om de oude architectuur in ere te bewaren, werd deze klokkentoren in mei 1940 toch door het Belgische leger tot ontploffing gebracht. Niettemin werd hij nadien, tussen 1940 en 1943 identiek wederopgebouwd met een maximale recuperatie van de oude materialen.
De middenbeuk, kruisbeuk en het koor van deze kerk zijn overdekt door volle bogen of spitsbogen. De noordelijke arm van het transept eindigt aan een inkomportaal onder een puntgevel.
- De Sint-Alfonsius de Liguorikerk in Heist-Goor werd tussen 1877 en 1879 gerealiseerd volgens de door Blomme getekende plans uit 1876. Ze volgde een in 1873 gebouwde voorlopige kerk op. Het gebrek aan geldelijke middelen leidde ertoe dat men quasi uitsluitend baksteen gebruikte en geen natuursteen. Het gebouw, in neogotische stijl, vormt aldus een sober geheel, bestaande uit een schip met vijf gewelfde overspanningen, een koor met twee traveeën en een transept met slechts één travee.

Het koor en de arm van de kruisbeuk zijn afgesloten door vlakke muren. In de westelijke gevel, de kruisbeuk, het koor en het schip werden spitsboogvensters aangebracht.
- In 1883 werd aan Blomme het uitdenken van de Sint-Rumolduskerk in Berlaar-Heikant toevertrouwd. Dit sobere neogotische bouwwerk, in baksteen opgetrokken van 1885 tot 1886, bestaat uit een schip met vier overspanningen, een kruisbeuk met slechts één travee, en een verlaagd koor met twee overspanningen. Dit sanctuarium eindigt in een halfcirkelvormige apsis.

Voor de versierselen werd natuursteen aangewend: bedekking van inhammen, lijstwerk, stellinggaten, enzovoort. De muuropeningen zijn spitsboogvormig en de voorgevel heeft een portaal waarvan het tympaan versierd is met neogotisch maaswerk. Boven het portaal werd een vierkante klokkentoren gebouwd met twee verdiepingen en een spits. De binnenmuren bestaan uit naakte baksteen of zijn overschilderd. Men bemerkt er bladkapitelen.
- De bevolkingsaangroei in Pijpelheide (Booischot) tijdens de tweede helft van de 19e eeuw maakte de vergroting van een oude stenen kapel noodzakelijk. Dit gebeurde in twee etappes. De eerste, in 1889 en 1890, geleid door Leonard Blomme, bestond uit de verlenging van de kapel naar het westen door de bouw van het koor en de drie westelijke traveeën. De tweede vergroting, zestig jaar later, bestond uit de sloop van de oorspronkelijke kapel en – op de vrijgekomen plaats – de bouw van twee bijkomende traveeën en een klokkentoren, volgens de plans van architect Van Steenbergen. Het homogene neogotische uitzicht bleef bewaard.
- De neogotische Sint-Niklaaskerk te Putte, ontworpen door Blomme en door hem verwezenlijkt tussen 1891 en 1894, vervangt een oudere kerk waarvan de eerste sporen verdwenen zijn, maar waarvan geweten is dat ze in de 17e en 18e eeuw vergroot en aangepast werd.

Ze bestaat uit een schip met vier dwarsgekruiste overwelfsels in steen, met triforium, kruisbeuk met twee traveeën, een koor met drie traveeën eindigend in een zevenzijdige koornis met koorommegang, en een westelijke vierkante toren bestaande uit vijf niveaus die met kroonlijsten afgebakend zijn. Als bouwmateriaal werd baksteen gebruikt terwijl natuursteen werd aangewend voor de onderbouw en het lijstwerk. Het portaal is verfraaid met een roosvenster onder de spitsboogkoof.
De binnenmuren bestaan uit baksteen, hetzij naakt, hetzij bedekt met pleister of beschilderd.
- Nadat de kerkgemeenschap van het gehucht Branst (Bornem) officieel erkend was als succursale parochie van Bornem, werd beslist een eigen kerk te bouwen. In 1897 ontwierp architect Blomme de plans voor de Sint-Vincentius a Paulokerk. Deze moest de oude kapel te vervangen die sedert 1880 dienst deed. Het eenvoudige nieuwe neogotische gebouw werd opgetrokken in baksteen en bestond uit een schip met drie dwarsgekruiste overwelvingen, een kruisbeuk met een travee, een koor met vier licht verlaagde traveeën, een driezijdige koornis, en een vierkante toren met drie niveaus, overdekt met een piramidale spits. De inhammen in de bakstenen muren werden gebouwd onder een gebroken boog. Natuursteen werd slechts aangewend voor het lijstwerk, de vensterbanken, de overdekking der inhammen, en enkele versieringen. De binnenmuren bestaan deels uit naakte baksteen of zijn bepleisterd en beschilderd. Muraalspitsbogen sluiten de gewelven af.
- In 1898 tekende bouwmeester Blomme de plans voor de Onze-Lieve-Vrouw Onbevlekt Ontvangenkerk van een nieuw gecreëerde parochie in het noorden van Klein-Willebroek (Volksstraat 55). Deze kerk werd van 1899 tot 1901 naar zijn plans gebouwd op een fundering van enkele honderden eiken palen. De leiding van de bouwwerken berustte bij architect Eduard Careels. De kerk bestaat bijna uitsluitend uit baksteen, en is samengesteld uit drie beuken met zeven traveeën (overdekt met een houten gewelf), een verlaagd koor (afgesloten met een vlakke muur), en aan de zuidwestelijke beuk een vierkante klokkentoren (met drie verdiepingen), versierd met liseen en bedekt met een piramidale spits.

De doopvont, de travee onder de toren en de kapellen zijn overdekt met spitsbooggewelven.
- In 1899 werd Blomme gelast met het ontwerp van een kerk in het gehucht Peulis (Putte). In zijn plans, uitgevoerd van 1900 tot 1902, voorzag hij een neoromaanse kerk in baksteen, met drie beuken, een schip met vijf overspanningen, een kruisbeuk met twee traveeën, en een koor met twee traveeën eindigend in een halfronde koorsluiting.

Voor decoratieve doeleinden werd spaarzaam gebruik gemaakt van natuursteen (kaders van inhammen, sierbanden, stellinggaten, enzovoort).
De muren zijn verfraaid met liseen die een fries van bogen met elkaar verbindt. De twee aan twee geplaatste inhammen in de klokkentoren zijn overspannen met een volle boog.
Het schip is overwelfd met een houten volle boog, terwijl de zijbeuken overdekt zijn met gewelfde natuurstenen randen.
Het portaal geeft toegang tot een overwelfsel in de vorm van een koepel. De andere gewelven in deze kerk zijn bedekt met pleister en beschilderd.
Naast de westelijke gevel bevindt zich:
- - aan de rechterkant, op de aslijn van de rechterzijbeuk, een vierkante klokkentoren met drie niveaus,
  - aan de linkerkant, de doopkapel.

#### Restauraties

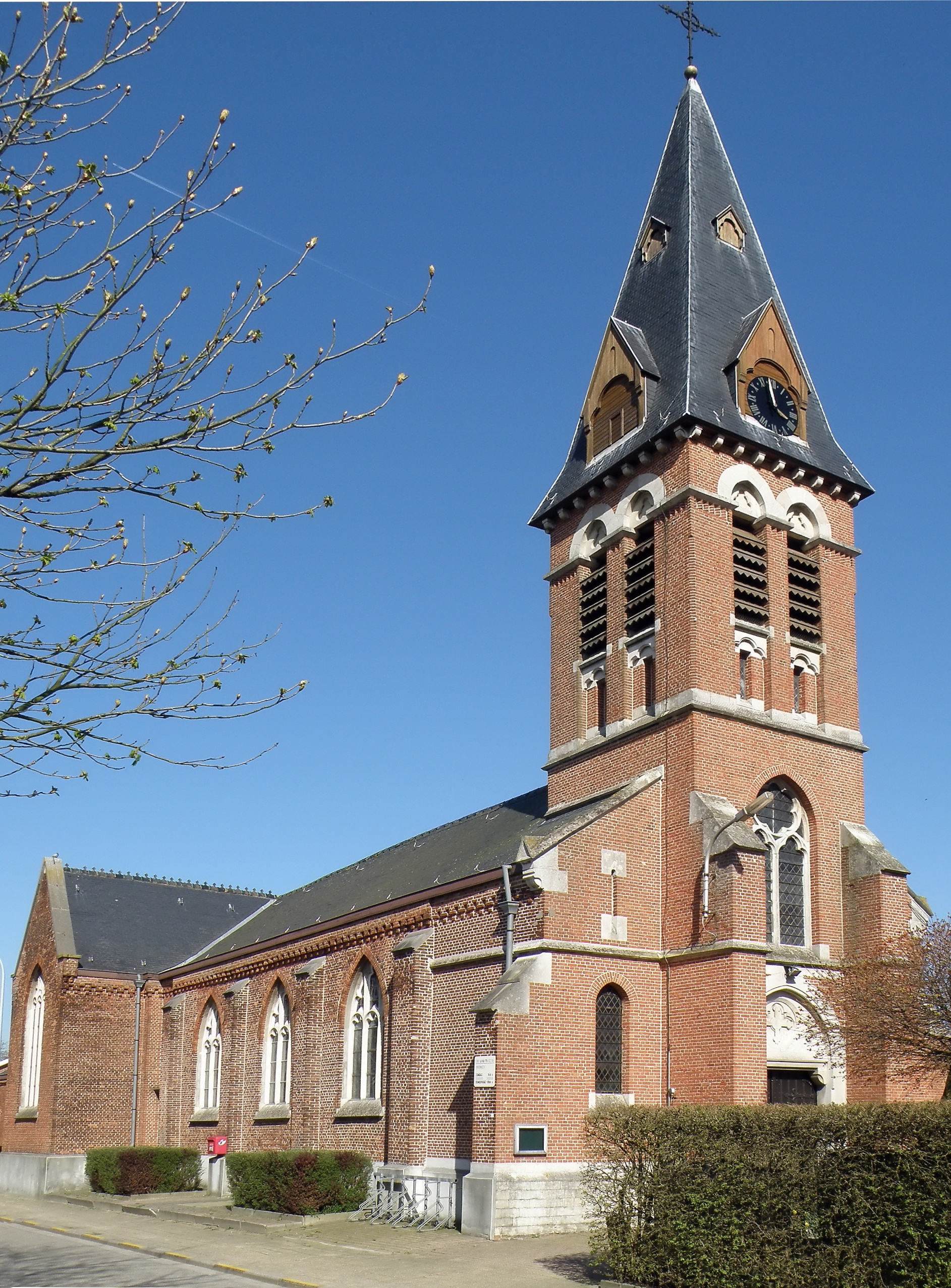
Sint-Annakerk (Weert) (1875).

Blomme leidde ook de restauratie op een meer of minder conservatieve wijze, van een reeks kerken, in de volgende plaatsen:
- Nijlen, waar de Sint-Lambertuskerk grotendeels teruggaat naar de gotische tijd: 14e en 15e eeuw. Ze werd door hem gerestaureerd in 1873 en 1874 met gelijktijdige verwijdering van het barokke meubilair der 18e eeuw teneinde het gotische karakter van het gebouw te herstellen.
- Eikevliet (Hingene) waar hij in 1874 gelast werd met het toevoegen van een sacristie aan de 18e-eeuwse Sint-Lambertuskerk.
- Weert (Bornem), waar hij in 1875 de oude klokkentoren van de Sint-Annakerk liet slopen, om hem vervolgens op de oorspronkelijke manier weder op te bouwen, zij het ietwat vooruit geplaatst ten opzichte van de kerk opdat deze iets zou kunnen vergroot worden.
- Heist-op-den-Berg, waar Blomme – uit bezorgdheid over de homogeniteit der gotische Sint-Lambertuskerk uit 1340 – de naderhand aangebouwde bakstenen zijbeuken (uit 1841) liet bekleden met zandsteen. Aan deze kerk voerde hij bovendien nog meer veranderingswerken uit, en later, in 1897, belangrijke herstellingswerken.

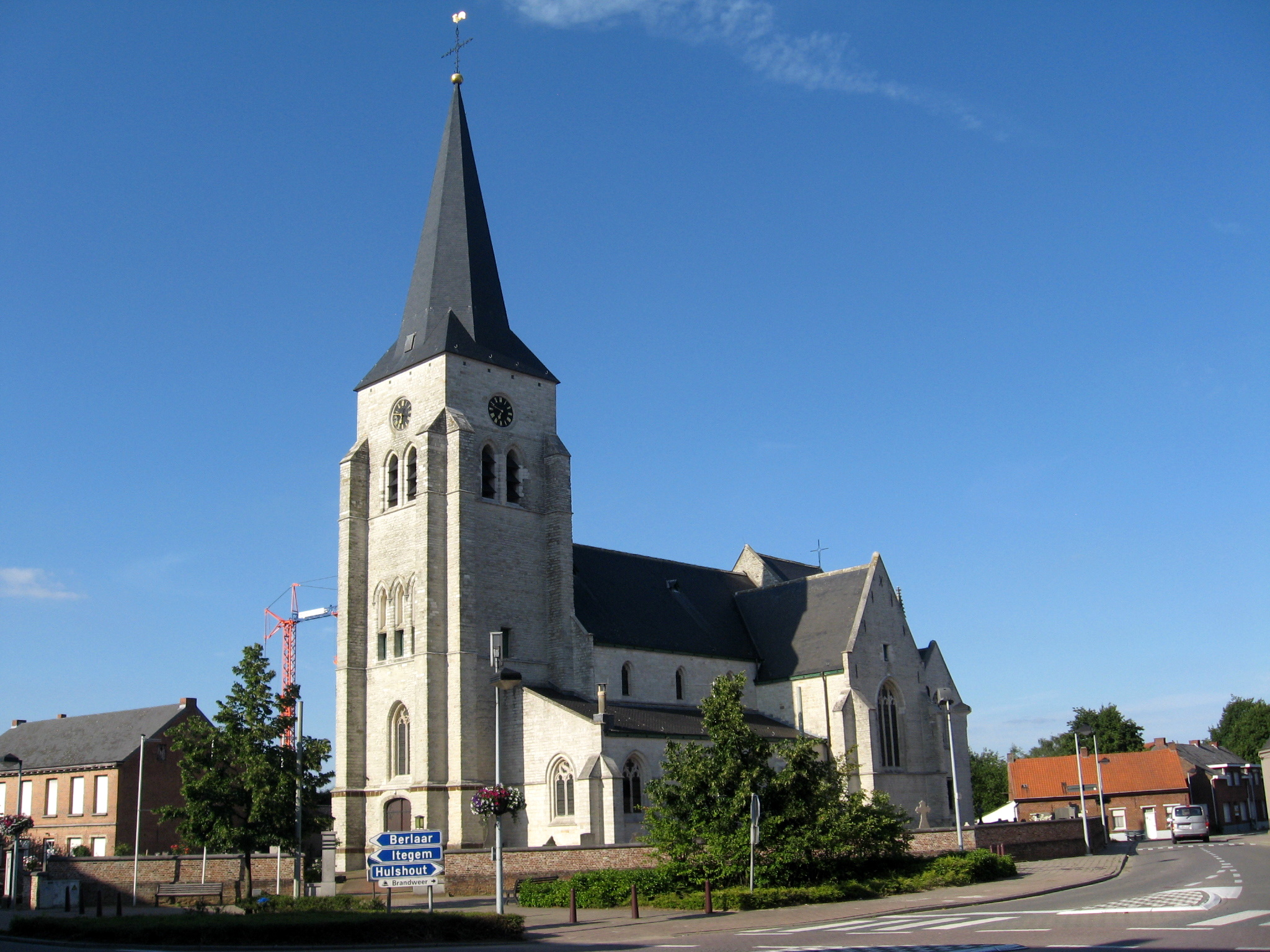
Hallaar. Onze-Lieve-Vrouw van Altijddurende Bijstandkerk.

- Hallaar, waar de Onze-Lieve-Vrouw van Altijddurende Bijstandkerk (daterende uit de 14e of de 15e eeuw) door Blomme grondig omgewerkt en verbeterd werd tussen 1901 en 1903. Daarbij werd niet alleen het antieke uitzicht verbeterd maar ook de middenbeuk aangepast hetgeen de toevoeging van zijbeuken mogelijk maakte.

### Pastorijen

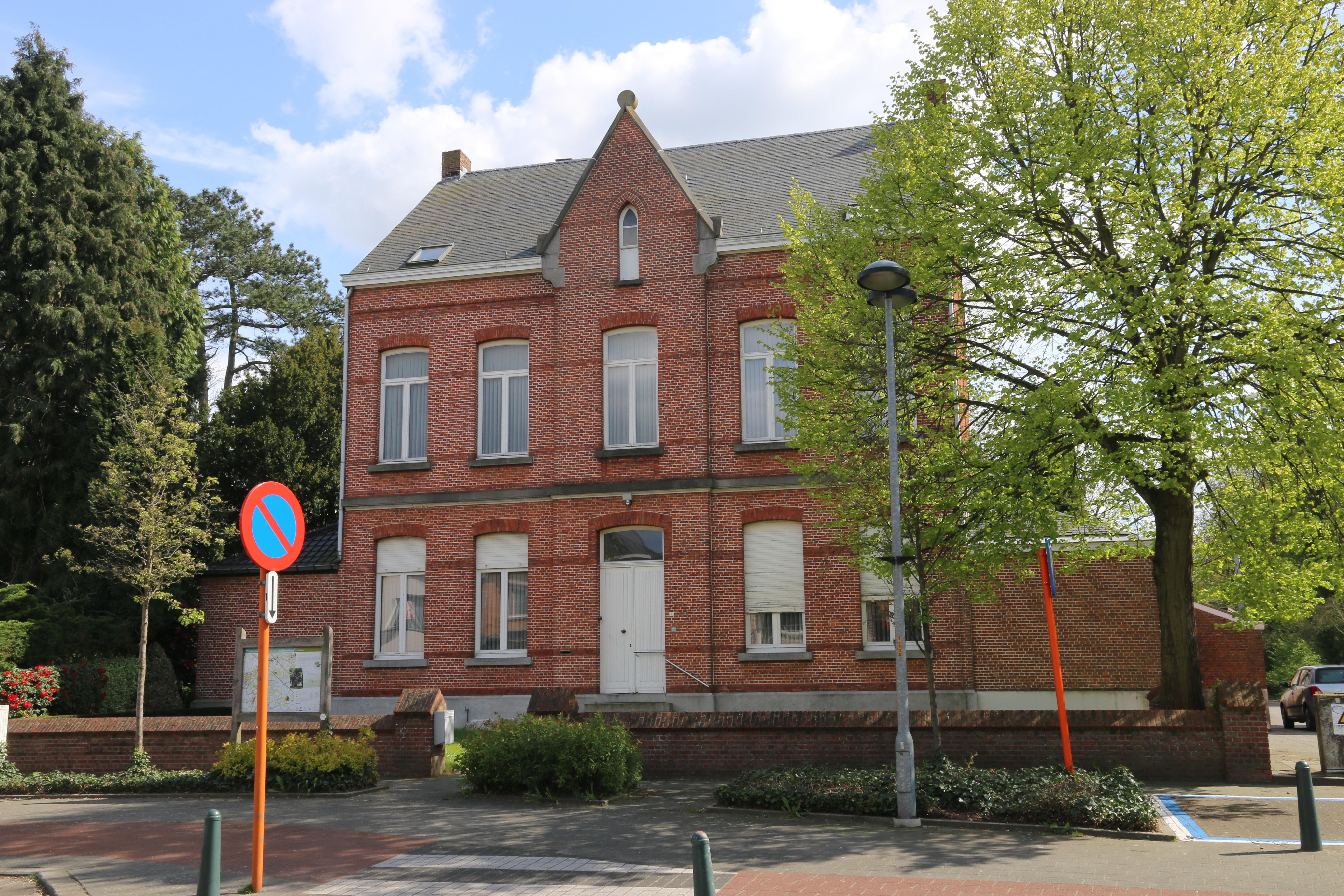
Heist-Goor. Pastorie (1877)

Steeds in het kader van zijn functie als provinciaal architect, werd Blomme ertoe geleid plans te tekenen voor een aantal pastorijen. Dikwijls gerealiseerd als een apart project onafhankelijk van de reeds bestaande kerk, maar vaak ook gelijktijdig met een nieuw door hem ontworpen bedehuis, werden deze pastorijen bedacht in neoclassicistische stijl (Heist-op-den-Berg, Koningshooikt) of neotraditionele stijl (Berlaar). Doch meestal beantwoordden ze aan een stereotiep model zonder grote architecturale opzoekingen: woning omringd door een tuin, voorgevel in baksteen en met dakgoot, vijf traveeën, twee niveaus, een lichtjes vooruitspringende voordeur in een centrale travee (Heist-Goor, 1874) ...
Meermaals treft men dezelfde decoratieve elementen aan (sierbanden, onderbouw in hardsteen). Brugse traveeën (enigszins verzonken muursecties aan de top eindigend op een boog waarin de vensterinhammen verwerkt werden) komen occasioneel ook voor (Berlaar, 1878).
Verwezenlijkingen:
- De pastorie van Heist-Goor (ontworpen in 1874 en gebouwd in 1877) waarvan de plans net voor die van de Sint-Alfonsius de Liguorikerk getekend werden, mag beschouwd worden als de klassieke modelpastorij. De iets uitstekende centrale travee van dit bakstenen gebouw omvat de inkomdeur en eindigt in een geveltop met blauwe steen. Donkerdere stenen en passende effecten markeren de sierbanden. Ontladingsbogen vormen de decoratieve elementen.
- In het centrum van Heist-op-den-Berg ontwierp Blomme in 1874 een klassieke neoclassicistische pastorij van sober allure. Het in baksteen opgetrokken gebouw werd door Eduard Careels afgewerkt in 1905.
- De pastorij van Lippelo (1875) die aanvankelijk een dienstwoning voor een onderwijzer was, werd in dezelfde episode gebouwd als het hoger beschreven gemeentehuis. De stenen voorgevel met dakgoot, drie traveeën breed, is verfraaid met enigszins uitspringende lijsten en een fries bestaande uit bakstenen.
- De in 1878 voor Berlaar ontworpen pastorij in neotraditionele stijl, heeft drie traveeën op twee niveaus. In de bakstenen voorgevel met regengoot ziet men rechts een puntgeveltje met uitstekend rondsel in natuursteen.

De onderbouw, de sierbanden en het uitstekend lijstwerk bestaan eveneens uit natuursteen. De inhammen zijn onderdeel van licht krimpende panelen eindigend in een spitsboog.
Deze pastorij werd vernietigd in 1914 maar later, in 1922-1923, identiek weder opgebouwd onder de leiding van architect Eduard Careels.
- Dertien jaar na het ontwerpen van de Berlaarse pastorie ontwierp Blomme, anno 1891, de pastoorswoning voor Bevel (Nijlen). In de bakstenen voorgevel zijn een muur met dakgoot en één met puntgeveltje gecombineerd. De bakstenen gevel is ritmisch ingedeeld met enigszins verzonken muursecties en heeft verglaasde bakstenen sierbanden als kenmerk. De toegangsdeur, omkaderd door natuursteen, is verwerkt in een neogotisch spitsboogpaneel met meervoudig kwabbenmotief.

Het gebouw dient thans als openbare bibliotheek.
- Blomme keerde in 1891 te Heist-op-den-Berg weder om er een bakstenen pastorij in klassieke stijl (daterend uit 1769 en gelegen aan het kerkplein, op de heuvel) te restaureren.

De gevel van dit gebouw met vijf traveeën en twee niveaus was uitgerust met een dakgoot. Het pand deed sedert 1873 dienst als dekenaat.
Aan dit originele gebouw voegde hij haaks een nieuwe vleugel met puntgevel toe (in neotraditionele stijl), bestaande uit drie traveeën en twee verdiepingen.
Het driehoekige fronton boven de middentravee van het oorspronkelijke gebouw werd bij de restauratie door architect Blomme weggenomen, maar werd naar verluidt teruggeplaatst. In het gebouw zijn thans de administratieve diensten van het nabije gemeentehuis gevestigd.
- Kort voor het ontwerpen van de Sint-Vincentius a Paulokerk voor het gehucht Branst (Bornem, 1897) ontwierp Blomme in 1895 een neogotische pastorie. Ze werd opgetrokken in baksteen, met een topgevel (twee niveaus) en drie Brugse traveeën. Voorts werd ze uitgerust met een hoektorentje, sierbanden in verglaasde baksteen en – in de rechterzijgevel – een inkomdeur omkaderd met blauwe steen, onder een spitsboog.
- Gelijktijdig met het ontwerp van de neogotische Sint-Willibrorduskerk te Antwerpen (1887) ontwierp Blomme ook de naastliggende pastorij in neorenaissance stijl.
- Bovendien verbouwde, vergrootte, of restaureerde Blomme de pastorijen van Hingene (Bornem), Oppuurs (Sint-Amands), Ruisbroek, Itegem, enzovoort.

### Particuliere woningen
Van de gebroeders Blomme zijn te Antwerpen enkele individuele woningen bewaard gebleven:
- in het oude stadscentrum, niet ver van de kathedraal: een woonhuis met voorgevel en dakgoot, vier traveeën en drie niveaus. De gevel ter hoogte van de gelijkvloerse en eerste verdieping is bedekt met pleister. Alleen ter hoogte van de tweede verdieping is hij in zijn originele staat van 1884: men bemerkt er een uitsprong met geprofileerde kroonlijst waarin de drie linkertraveeën zichtbaar zijn.
- in de Transvaalstraat (wijk Zurenborg): twee belendende villa's met drie gevels in baksteen en zandsteen, opgevat in eclectische stijl waarbij Vlaamse neorenaissance en Anglo-Normandische elementen domineren (1892).
- in de Cogels Osylei (wijk Zurenborg): een geheel van drie aangrenzende villa's in dezelfde stijl als de voorgaande, en gebouwd in baksteen en zandsteen. De straatmuren hebben alle dakgoten en puntgevels. De neorenaissance voorgevels vertonen houten elementen in de Anglo-Normandische stijl zoals de huizen in de Transvaalstraat: luifels, hokjes, houten planken ... (1895).

### Jongensweeshuis van Antwerpen

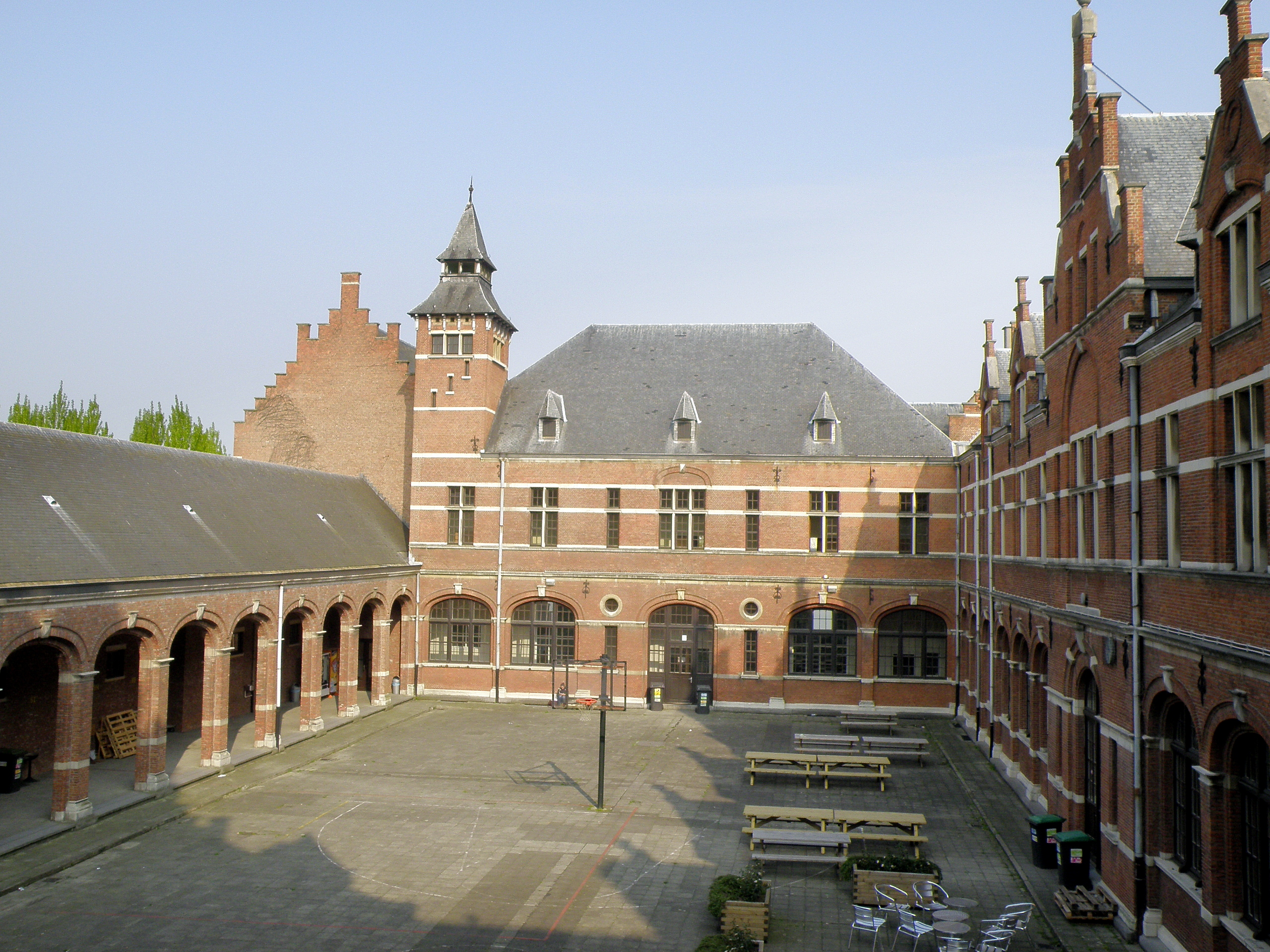
Jongensweeshuis (Durletstraat, Antwerpen) (1876).

Dit wijde complex (Durletstraat) met een straatgevellengte van 55 meter, was voorheen een jongensweeshuis in Vlaamse neorenaissancestijl. Thans is er een instelling voor Hoger Onderwijs gevestigd (Gemeentelijk hoger instituut voor Handel en Administratie). De gebroeders Blomme wonnen de wedstrijd voor het beste ontwerp met hun plans uit 1876.

### Kastelen

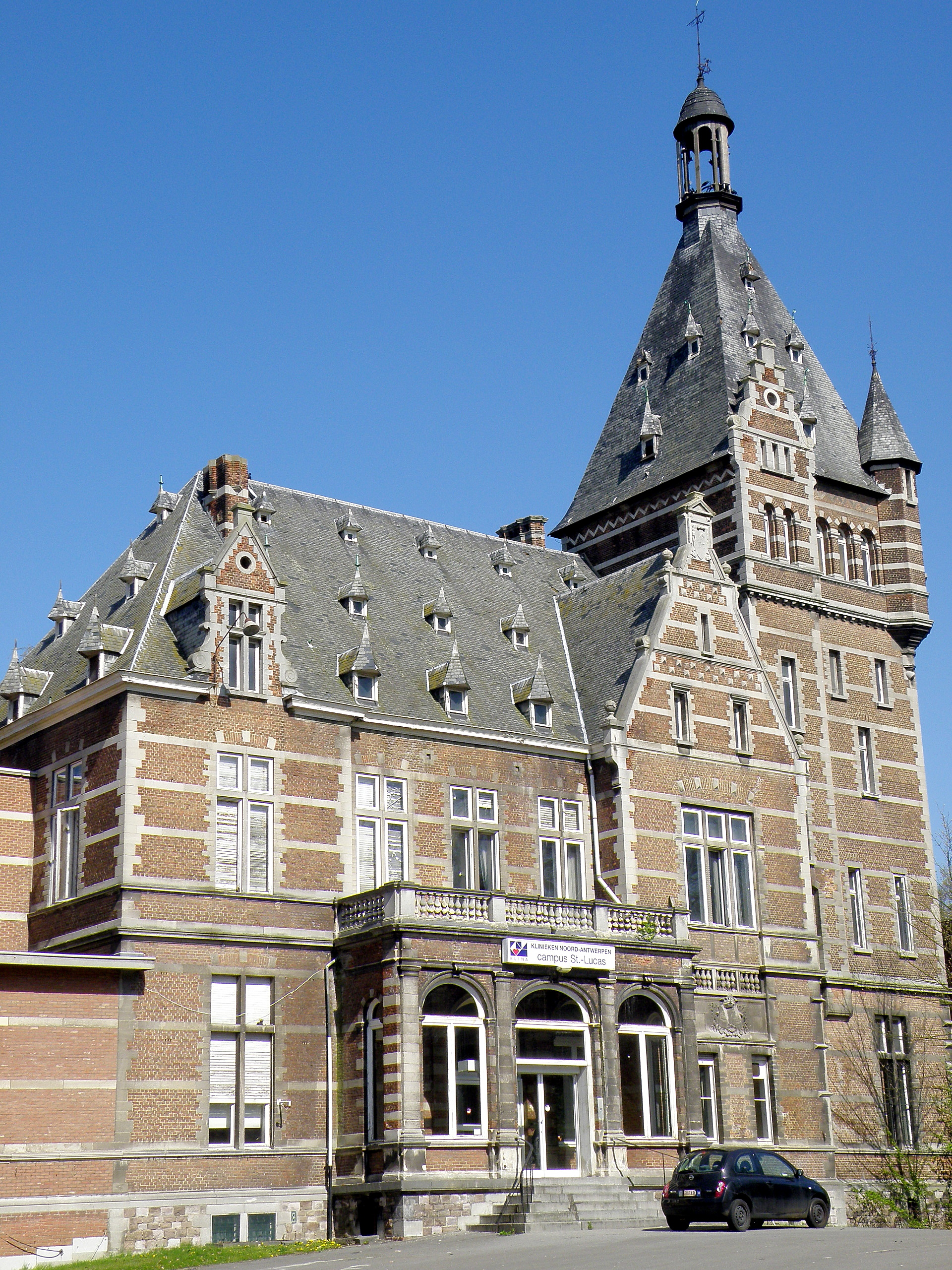
Ekeren. Hof van Delft (Laarkasteel). Nadien: Sint-Lucaskliniek (1905).

- Ridder Van Delft vertrouwde aan Blomme het ontwerp toe, voor de bouw van zijn kasteel te Ekeren. Het diende te worden opgetrokken op dezelfde plaats als een vorig (19e-eeuws) gebouw dat moest vervangen worden.

Het nieuwe kasteel in Vlaamse neorenaissancestijl, genaamde « Hof van Delft » of « Laarkasteel » deed in de tweede helft van de 20e eeuw dienst als « Sint-Lucaskliniek », aangezien het in 1946 vergroot en ingericht werd als hospitaal.
Nadat omstreeks 1990 in Brasschaat een nieuw hospitaalcomplex opgericht was, veranderde de functie en ging het dienst doen als Vredegerecht. Nog later werd het een asielcentrum voor vluchtelingen. Sedert het einde van het jongste huurcontract (in 2010) stond het gebouw leeg met de sloop als vooruitzicht wegens te hoge restauratiekosten. Anno 2016 was de afbraak een feit, met uitzondering evenwel van de kasteeltoren die nog recht stond.
Het door Blomme ontworpen gebouw was rechthoekig en opgetrokken in steen, met twee niveaus. Het schilddak was bezaaid met dakraampjes. De sierbanden, hoekstenen en inhamkaders waren in natuursteen. De stevige toren met vier niveaus en een dak, eveneens bezaaid met dakvenstertjes, eindigde in een lantaarn.
- Het Tallaerthof, ook « Kasteel Bayens » genoemd, in 1905 gebouwd, is een kasteel (grote villa) in Vlaamse neorenaissancestijl met Anglo-Normandische invloeden. Het is gelegen in een groot landbouwgebied ten westen van Koningshooikt en was destijds bestemd om een klassiek jachtpaviljoen uit 1848 te vervangen.

Het werd in 1910 aangekocht door mevrouw Bayens maar overleefde de Eerste Wereldoorlog niet. Naderhand werd het wederopgebouwd.
- In 1905 werd Blomme aangezocht om het kasteel Veldwijck te restaureren. Dit herenhuis in traditionele stijl, opgetrokken in bak- en natuursteen, werd genoemd naar zijn eerste eigenaar uit de 16e eeuw. Het was gelegen te Ekeren en bestond aanvankelijk uit een plein met gebouwen zonder verdieping, omringd door een gracht en op de hoeken uitgerust met vier slanke torens. Het werd nadien meermaals aangepast, in het bijzonder tijdens de tweede helft van de 18e eeuw, toen de noordelijke vleugel werd verwijderd teneinde een gebouw in U-vorm te bekomen.

De tussenkomst van Blomme bestond er niet alleen in, het bouwwerk volledig te restaureren. Hij diende ook de zuidelijke hoofdvleugel te verhogen met een verdieping. Deze omvat thans acht traveeën waarvan er vier dakkapellen hebben.
In 1902 werd de totaliteit van de gebouwen, met inbegrip van het 500 meter vooruitgeschoven portierslokaal, aangekocht door de gemeente Ekeren die er haar administratieve diensten in onderbracht.

### Industriële gebouwen
Leonard en Henri Blomme hebben slechts weinig industriële gebouwen ontworpen. Een opmerkelijk bouwwerk is nochtans het magazijn van de brouwerij Brys, gelegen in Antwerpen-Zuid. De gebroeders Blomme tekenden hiervoor de plans in 1883. De gevel aan de straatkant, in Vlaamse neorenaissancestijl, negen traveeën lang en twee niveaus hoog, is opgetrokken in drie delen:
- een centraal deel met vijf traveeën (met aan de top een trapgeveltje),
- links en rechts een kleiner deel dat slechts één travee breed is en eindigt met een rondsel.

### Restauraties
- Margaretha van Oostenrijk, gouvernante van de Habsburgse Nederlanden, die zich in 1507 in Mechelen gevestigd had, liet bij haar aantreden een nieuw paleis verwezenlijken. Daarbij liet ze het toenmalige paleis van Margaretha van York ombouwen en vergroten met bijkomende vleugels.

Dit nieuwe paleis (ook genoemd: Hof van Savoye) dat gekend is als een der oudste renaissancebouwwerken der Nederlanden, werd verwezenlijkt in twee stappen. Vooreerst de aanzet, in 1507, onder de leiding van Antoon Keldermans de Jonge. Daarna het vervolg, van 1517 tot 1530, onder de leiding van Rombout Keldermans de Jonge. Wegens de dood der gouvernante bleef het westelijke deel onafgewerkt.
Het paleis werd in 1695 door de stad Mechelen aangekocht om er de Grote Raad in onder te brengen.
In het midden van de 19e eeuw werd een restauratie van het noordelijk deel bevolen, wat evenwel het verlies van het originele eiken meubilair tot gevolg had.<
Vervolgens, in 1876, nadat het complex eigendom was geworden van de provincie Antwerpen, werd nogmaals een restauratie aangevat onder de leiding van Leonard Blomme (1880). Hierbij werden gebouwen aangepast teneinde ze in overeenstemming te brengen met de noden van de nieuwe gebruiker: de Rechtbank van Eerste Aanleg.
Zodoende werd het interieur gerenoveerd, in de Vlaamse neorenaissancestijl, volgens de principes van Eugène Viollet-le-Duc: plaatsing van nieuwe schoorsteenmantels, nieuw hout- en smeedwerk en dito eiken meubelen.

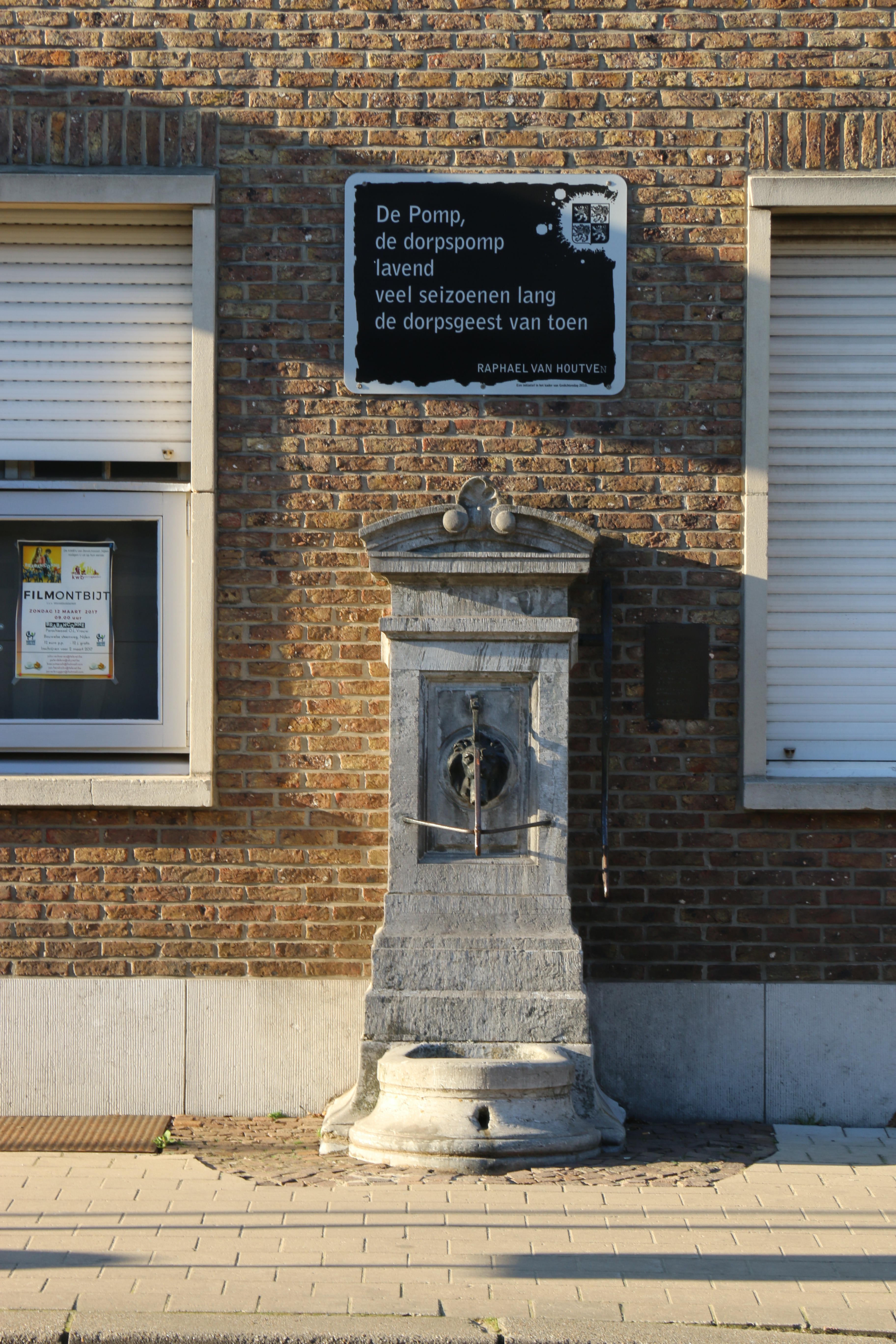
Nijlen. Arduinen fontein (1872).

- Op de Grote Markt te Antwerpen restaureerde Leonard Blomme in 1907 het gildehuis met de naam: "De Mouwe" of "Cuypershuis": een oud corporatiehuis van koperslagers.

Daterende van 1579 voor wat betreft de gelijkvloerse verdieping, en 1628 voor de puntgevel, was dit gebouw volledig intact tot aan het begin van de 20e eeuw.
Het in steen opgetrokken huis heeft een puntgevel van vier traveeën en drie niveaus, alsook een vloer onder het dak. De voorgevel en de spits vertonen een overvloed aan versieringen in renaissancestijl waarvan sommige door Blomme werden toegevoegd.

### Openbare fonteinen
In zijn functie van provinciaal architect realiseerde Blomme openbare fonteinen in verscheidene dorpen van het arrondissement Mechelen. Ten minste twee ervan zijn bewaard gebleven en worden gerekend tot het begin van zijn loopbaan:
- op het plein te Koningshooikt (1870). Een zuil op sokkel, getekend en gedateerd, bedekt met diverse inscripties en verfraaiingen in reliëf. Ze is gekroond met een halfrond waarop de buste van koning Leopold I staat.
- in de gemeente Nijlen (1872). Een parallellepipedum in arduin, bekroond met een fronton met lichte boog. Gerestaureerd in 1988. Ongeveer in het midden prijkt een leeuwenkop die water spuwt.